# Parforcejakt

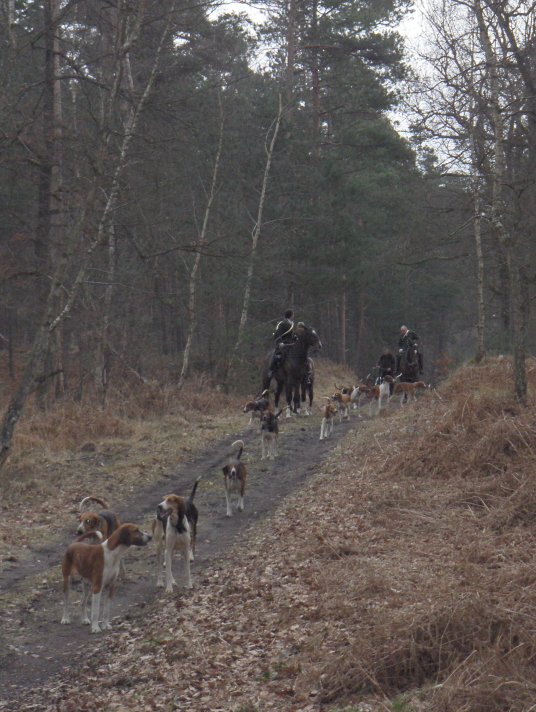
Jakt i Forêt d'Halatte, Oise, Frankrike.

Parforcejakt (av franska par force, "med våld") är en form av jakt med drivande hundar där jägarna rider på hästar.  Parforcejakt utövas i relativt stor utsträckning i Frankrike, vénerie eller chasse à courre. 

## Allmänt

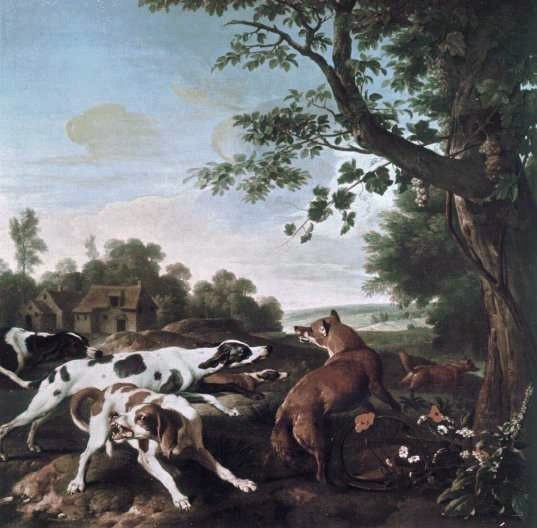
The Fox Hunt av François Desportes.

Jakten  går ut på att hundarna skall hinna upp och ta villebrådet med våld eller "ställa" det, till dess jägaren hinner fram och dödar det. Jaktformen utvecklades före tillkomsten av handeldvapen, varför jägaren då kunde använda sig av exempelvis spjut för att fälla viltet. Det förekom även att hundarna dödade viltet.

## Historia

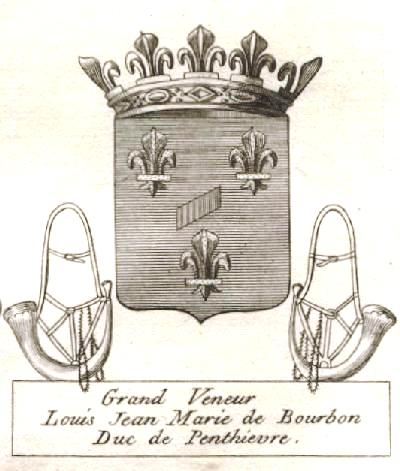
De två jakthornen angav att denne innehade ämbetet som Le Grand Veneur de France.

Parforcejakt utövades i likhet med engelsk rävjakt till stor del till häst och genom att viltet jagades med ett koppel av hundar. Vid parforcejakt jagades inte bara räv, utan även annat slags vilt, både högvilt och småvilt. Som högvilt "grande vénerie" räknades kronhjort, dovhjort, rådjur, vildsvin och varg. Småvilt "petite vénerie" var harar, kanin och grävling.
Formerna för parforcejakt utvecklades främst i Frankrike under medeltiden. Eftersom denna jakt utövades av adeln vid stora organiserade jakter uppkom tidigt fasta sätt att kommunicera med jakthorn. Särskilda raser av jakthundar, som Chien Gris de Saint Louis, avlades fram för att tillgodose behovet av lämpliga hundar. Inom den franska kungens hushåll fanns det ett särskilt ämbete, Le Grand Veneur de France, som ansvarade för dessa jakter. Detta ämbete avskaffades i samband med att det andra kejsardömet upphörde 1870.
Parforcejakt utövades i stora delar av Europa, men samhällsförändringar, liksom även införandet av skjutvapen vid jakt, innebar att denna jaktform kom att användas allt mindre. I Tyskland genomfördes under 1930-talet lagstiftning som förbjöd, bland annat, parforcejakt.

## Parforcejaktens betydelse
Vid parforcejakt används jakthorn, främst Trompe de Chasse och Parforcehorn, för kommunikation, och redan på medeltiden utvecklades en notskrift för att beskriva de olika jaktsignalerna. Parforcejakten anses därför ha varit betydelsefullt för utvecklingen av bleckblåsinstrument. Parforcejaktlandskap på norra Själland i Danmark blev år 2015 med på Unescos världsarvslista och består av statliga parkområden på Nordsjälland som på 1600-talet var kungliga jaktmarker där man bedrev parforcejakt.

## Referenser

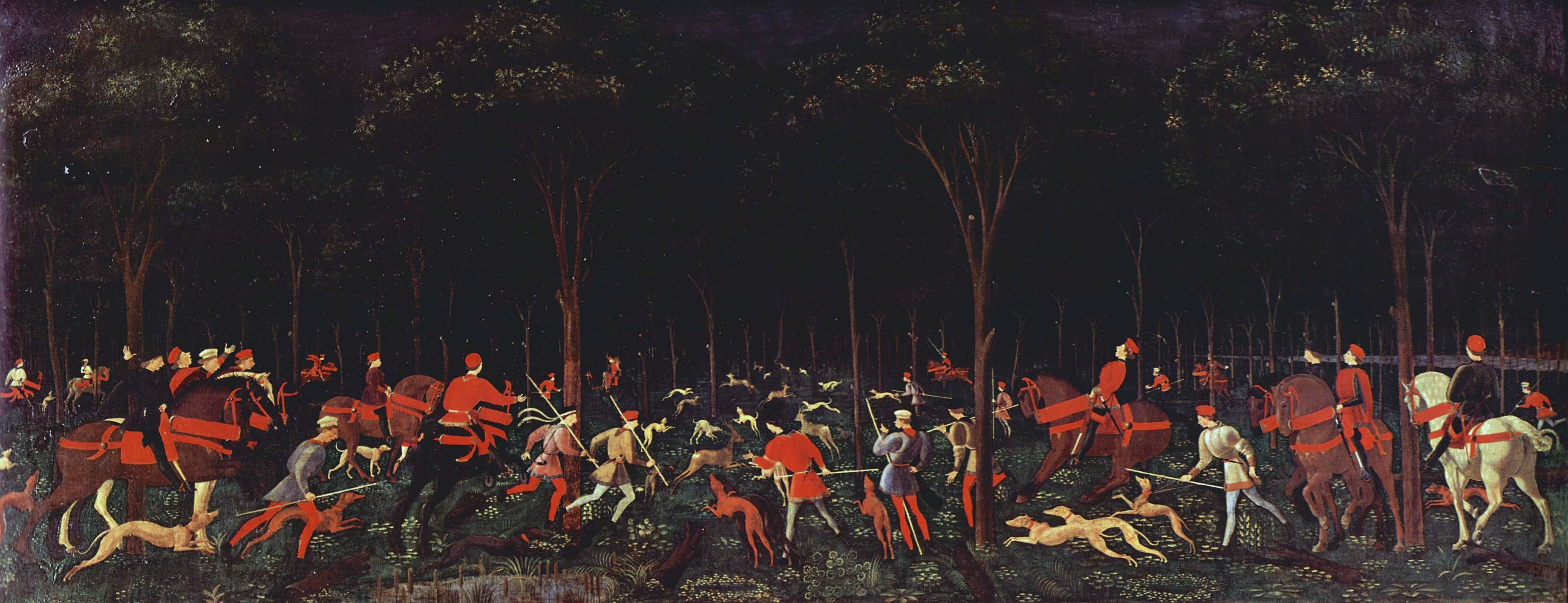
Caccia notturna
Paolo Uccello, tempera på parnå, ca 1470.